# Anglicanorum Coetibus

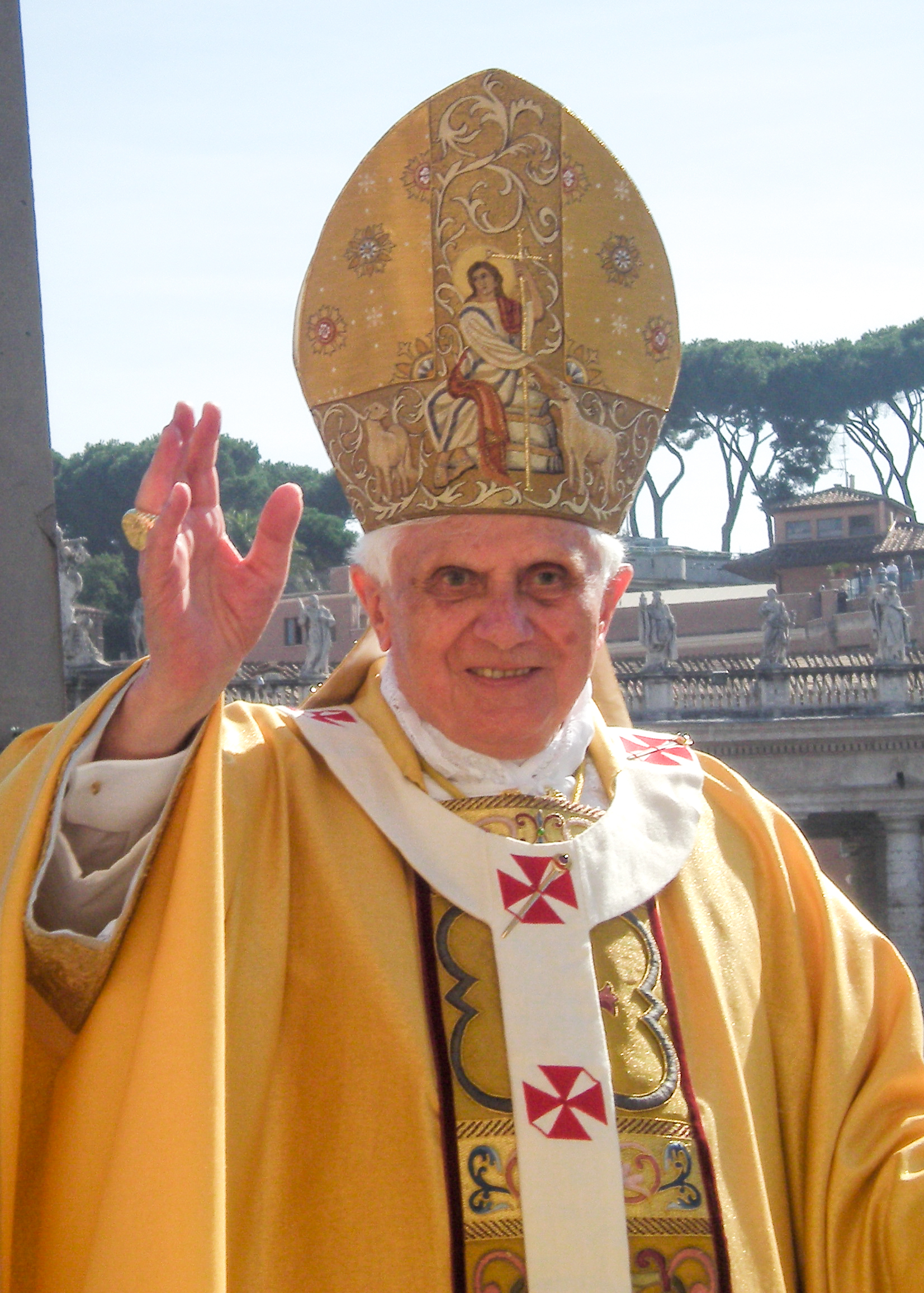
Papa Bento XVI em 2008

Anglicanorum Coetibus é uma constituição apostólica do Papa Bento XVI datada de 14 de novembro de 2009. É a resposta do Vaticano para as preocupações e pedidos vindos de dentro da Igreja Católica, particularmente das paróquias de Uso Anglicano; das Igrejas anglicanas que estão fora da Comunhão Anglicana; e dos sectores anglo-católicos dentro da Comunhão Anglicana como o o movimento Forward in Faith.
Os ordinariatos pessoais "são erigidos pela Congregação para a Doutrina da Fé dentro dos confins territoriais de uma determinada Conferência Episcopal, depois de ter consultado a própria Conferência". Os ordinariatos têm uma "personalidade jurídica pública" e são "juridicamente assimilados a uma diocese", sendo constituídos por "fiéis leigos, clérigos e membros de Institutos de Vida Consagrada ou de Sociedades de Vida Apostólica, originariamente pertencentes à Comunhão Anglicana e agora em plena comunhão com a Igreja Católica, ou que recebem os Sacramentos da Iniciação na jurisdição do próprio Ordinariato".